# Histoire de l'Agence Dow Jones
L'Histoire de l'Agence Dow Jones est celle d'une agence de presse créée à partir de plusieurs journaux spécialisés dans l'information financière, qui se heurte dès les années 1960 à la concurrence dans ce domaine de l'agence de presse Reuters. Comme le Washington Post et le New York Times, l'entreprise est restée privée jusqu’à très récemment. Elle appartenait à la famille Bancroft (en), qui détenait 64 % de ses parts de vote, avant d’être achetée par News Corporation.

## Histoire

### Les fondateurs
Les journalistes Charles Dow (1851-1902) et Edward Jones avaient quitté en 1882 une agence de presse financière, le Wall Street Financial News Bureau, pour créer la société Dow Jones, avec Charles Bergstresser. Dans une petite pièce au sous-sol du numéro 15 de la rue Wall Street, ils rédigent des bulletins d'information, puis une feuille quotidienne : l’Afternoon News Letter et sa liste de onze valeurs américaines de référence, dont neuf chemins de fer, une compagnie de télégraphe, la Western Union, et la compagnie maritime Pacific Mail. Le 8 juillet 1889, ils fondent le Wall Street Journal : quatre pages, avec statistiques, cours des obligations et matières premières, les actions les plus actives, les bénéfices des sociétés de chemin de fer et des banques. L'abonnement, annuel, coûte 2 cents par jour. Ils créent d’abord en 1884 un indice "DJ Tranport", qui sera renommé "DJ Rail" en 1897. Le 26 mai 1896, ils publient la première version composée strictement de valeurs industrielles : l'indice Dow Jones. Il n'y a plus aucune compagnies ferroviaires, même si Wall Street en comptait 53.
Sa composition historique inclut dès le début General Electric, forte des recherches de Thomas Edison. Avant 1896, les sociétés industrielles étaient encore mal représentée sur les bourses. Les investisseurs découvrent qu'elles peuvent gagner des parts de marché par la technologie, les marques ou l'innovation, pour engranger des économies d'échelle.

### L'arrivée de Clarence Barron
À partir de 1900, Charles Dow a des problèmes de santé. À l’automne 1902, il vend la société à Clarence W. Barron, son collaborateur le plus important à Boston, qui avait fondé en 1887 le Boston News Bureau puis le même service à Philadelphie en 1896. Clarence W. Barron créé en 1921 le magazine Barron's, qui s'appelle d'abord Barron's National Financial Weekly, puis Barron's Magazine, vendu 10 cents le numéro, dont l'audience explose rapidement pour atteindre 30000 lecteurs en 1926, pour la plupart des financiers de Wall Street.

### La fin de l'accord avec Reuters
Dans les années 1960, Reuters s'implante durablement sur le sol américain et renforce des positions partout dans le monde, grâce au succès de sa gamme de services et produits d'information financière.  En 1962, le chef de l'économie chez Reuters, Michael Nelson, entend parler de spéculations sur les innovations technologiques de l'ingénieur Jack Scantlin. Il négocie avec lui à New York un accord commercial sur son nouveau service Quotron, qui offre les cours de Bourse sur un mini-boitier électronique. Faute d'entente, Reuters choisit comme partenaire en 1963 la jeune société Ultronics Systems, et son produit équivalent: Stockmaster. Trois ans après, en 1967, l'opérateur télécoms GTE fournit les lignes transatlantiques qui font le succès du produit Reuters Ultronics Report.
En 1967, Reuters résilie son accord avec Dow Jones et l'Associated Press.

### Le succès de l'agence Telerate
Au milieu des années 1970, l'agence Telerate, fondée en 1969 par Neil S. Hirsch, un étudiant de 21 ans employé chez Merrill Lynch, a quasiment le monopole de l'information sur le marché obligataire américain. Avant sa création, les investisseurs étaient obligés de s'adresser aux différents courtiers pour collecter les cours les et les informations permettant de les interpréter. En 1977, Telerate affiche un profit d'un million de dollars par an, considérable pour l'époque, tandis que les chocs pétroliers augurent de fortes perspectives de son activité. La banque Cantor Fitzgerald augmente sa participation à 70%, tandis qu'un accord est passé avec l'Associated Press et la Dow Jones & Company pour créer une coentreprise nommée AP-Dow Jones.

### L'investissement de 1985 dans Telerate
En 1981, Telerate est lâché par son actionnaire Cantor, qui vend sa participation de 89 % à des investisseurs britanniques. Les clients paient de 540 à 700 dollars par mois et 8 000 terminaux sont installés en Amérique du Nord, auxquels s'ajoutent 2 500 autres dans 21 pays. Au printemps 1983, trois mois après son entrée en bourse, Telerate crée une filiale pour l'international, dont 25% est cédé à l'Associated Press et Dow Jones and Company. Mais le concurrent Reuters est monté en puissance aux États-Unis et l'action Telerate s'effondre dès l'automne 1984. En 1985, Dow Jones prend 32 % de Telerate, pour 285 millions de dollars, puis réinvestit 415 millions de dollars pour monter à 56 % en septembre 1987, juste avant le krach boursier d'octobre 1987, puis encore 148 millions de dollars l'année suivante pour monter à 67 % du capital de Telerate. Finalement, Dow Jones échouera à en obtenir la totalité du capital.

### Les réformes de 1990
En juin 1991, Telerate voit son avantage sur le marché obligataire sérieusement compromis lorsqu'un consortium de près d'une cinquantaine d'intermédiaires financiers commence à diffuser des informations en temps réel via un service appelé GOVPX, en réponse à un rapport gouvernemental réclamant un meilleur accès à ce marché. Les réformes réclamées font écho aux rumeurs d'un scandale de manipulation de marché. En 1991, Salomon sera pris en flagrant délit de manipulation d'une adjudication d'obligations du Trésor américain. L'amende infligée sera considérable et plusieurs de ses dirigeants furent interdits à vie d'exercer une profession financière. Son actionnaire principal, Warren Buffett, installera une nouvelle équipe de management.

### L'arrivée de Bloomberg
Les besoins des traders ou des gérants de portefeuille utilisant les produits « Reuters » ou « Dow Jones Telerate » sont par ailleurs négligés par leurs fournisseurs. En plus de ces outils informatiques complexes, ils manquent de logiciels et de contenus, un créneau sur lequel l'agence d'informations financières Bloomberg LP va capitaliser une forte croissance dans les années 1990. Telerate est alors peu à peu marginalisée et ses services sont intégrés à ceux de Dow Jones, au sein de la filiale Dow Jones Newswires.

### Le rachat par News Corporation en 2007
La Dow Jones and Company est devenue une filiale de News Corporation après une offre publique de rachat en 2007. Le 1er août 2007, l’annonce officielle du rachat a été faite, après une période d’incertitude sur l’accord des actionnaires pour revendre leurs parts. Le rachat a été effectué le 13 décembre 2007, pour un montant de 5 milliards de Dollars soit 60 Dollars l’action, et a donné le contrôle du Wall Street Journal à News Corp, après plus 105 ans sous la direction de la famille Bancroft.